# Instelling van de Vlaamse Gemeenschap
Instelling van de Vlaamse Gemeenschap is een label dat de Vlaamse overheid sinds 2005 toekent aan grote culturele organisaties met een ambassadeursrol binnen het cultuurbeleid die door hun nationale en internationale uitstraling een symboolwaarde vervullen met betrekking tot cultuur in Vlaanderen.

## Historiek
In 2005 werden 5 kunstenorganisaties en 2 cultureel-erfgoedorganisaties erkend als Instelling van de Vlaamse Gemeenschap:
- Vlaamse Opera
- Antwerp Symphony Orchestra (vroeger "deFilharmonie")
- deSingel
- Vlaams Radio Orkest en Vlaams Radiokoor
- Koninklijk Ballet van Vlaanderen
- Koninklijk Museum voor Schone Kunsten Antwerpen
- Museum van Hedendaagse Kunst Antwerpen

In 2015 traden ook Concertgebouw (Brugge) en Kunstencentrum Vooruit toe tot de groep van Vlaamse Kunstinstellingen. Vanaf dat moment werden de kunstenorganisaties benoemd als "kunstinstelling van de Vlaamse Gemeenschap" en de erfgoedorganisaties als "cultureel-erfgoedinstelling".
Vlaamse Opera en Koninklijk Ballet van Vlaanderen fuseerden intussen tot Kunsthuis. Vlaams Radio Orkest werd Brussels Philharmonic en fuseerde intussen met het Vlaams Radio Koor tot Vlaams Omroeporkest en Kamerkoor.
In 2018 besliste de Vlaamse Regering om geen bijkomende erfgoedorganisaties te erkennen als cultureel-erfgoedinstelling.